# アンデルス・クリスティアンセン
アンデルス・ブレグ・クリスティアンセン（Anders Bleg Christiansen, 1990年6月8日 - ）は、デンマーク・デンマーク首都地域コペンハーゲン出身のサッカー選手。アルスヴェンスカン・マルメFF所属。ポジションはMF。

## クラブ経歴
2010年にリンビーBKのトップチームに昇格。デンマーク・ファーストディビジョン (2部リーグ)から1部に昇格した2010-11シーズンに先発に定着し、2011-12シーズンまで在籍。2012年7月にFCノアシェランに移籍。2年半の在籍で67試合5ゴールを記録。
2015年1月15日、ACキエーヴォ・ヴェローナと契約。しかし、セリエAのリズムに馴染めず、1年間の在籍で5試合の出場で終了。
2016年1月26日、マルメFFと契約。加入後主力選手に君臨し、アルスヴェンスカン2連覇を達成した、
2018年1月4日、KAAヘントと2021年までの契約を締結。しかし、途中加入の2017-18シーズンは4試合の出場に終わり、4ヶ月後にマルメFFに復帰。2020年シーズンも優勝し、自己最高の13ゴールを決めた。

## 代表経歴
2013年1月13日のメキシコ戦でデンマーク代表デビュー。2018 FIFAワールドカップは選考外で終了。2021年にUEFA EURO 2020の代表に選出され、30歳にして初の国際大会出場が実現した。